# San José, Misiones
San José är en ort i Argentina.   Den ligger i provinsen Misiones, i den nordöstra delen av landet, 800 km norr om huvudstaden Buenos Aires. San José ligger 169 meter över havet och antalet invånare är 6 452.
Terrängen runt San José är platt. Närmaste större samhälle är Apóstoles, 16,3 km söder om San José.
Omgivningarna runt San José är huvudsakligen savann. Runt San José är det ganska tätbefolkat, med 185 invånare per kvadratkilometer.